# Triei
Triei (sardinsky: Trièi) je italská obec (comune) v provincii Nuoro v regionu Sardinie. Nachází se ve výšce 140 metrů nad mořem a má přibližně 1 100 obyvatel. Rozloha obce je 32,98 km².